# Oecetis kakaduensis
Oecetis kakaduensis là một loài Trichoptera trong họ Leptoceridae. Chúng phân bố ở miền Australasia.